# ICAR Turing
ICAR Turing era un avion destinat turismului și zborurilor de agrement, construit de către ICAR în 1937. Avea loc pentru 2 persoane și loc pentru bagaje.

## Istoric
Construcția avionului ICAR Turing era mixtă lemn-metal. Structura aripii fiind din lemn iar structura fuzelajului era construita din țevi sudate din oțel. Atât aripile cat și fuzelajul erau acoperite cu pânză. Au fost construite 2 avioane, unul pentru încercări statice iar un altul pentru stabilirea performanțelor de zbor. Pentru aparatul destinat încercărilor în zbor au fost studiate doua posibilități: una cu motor în linie și elice bipală și una cu motor în stea și elice tripală. Aparatul care a făcut încercările de zbor a fost echipat cu motor radial (în stea) de tipul Pobjoy-Niagara și elice tripală. Deși performanțele îl recomandau ca un avion de turism foarte reușit acesta nu a fost fabricat în serie, necesitățile pregătirii de război dictând alte priorități.
Astfel avionul ICAR Turing se înscrie pe lista prototipurilor de la ICAR.

## Caracteristici (ICAR Turing)

### Caracteristici generale
Echipaj: 2 
Caracteristici tehnice:
- Lungime: 6,4 m
- Anvergură: 10,5 m
- Înălțime: 1,91 m
- Suprafață portantă: 14 m2
- Masă (gol): 378 kg
- Masă (gata de zbor): 600 kg

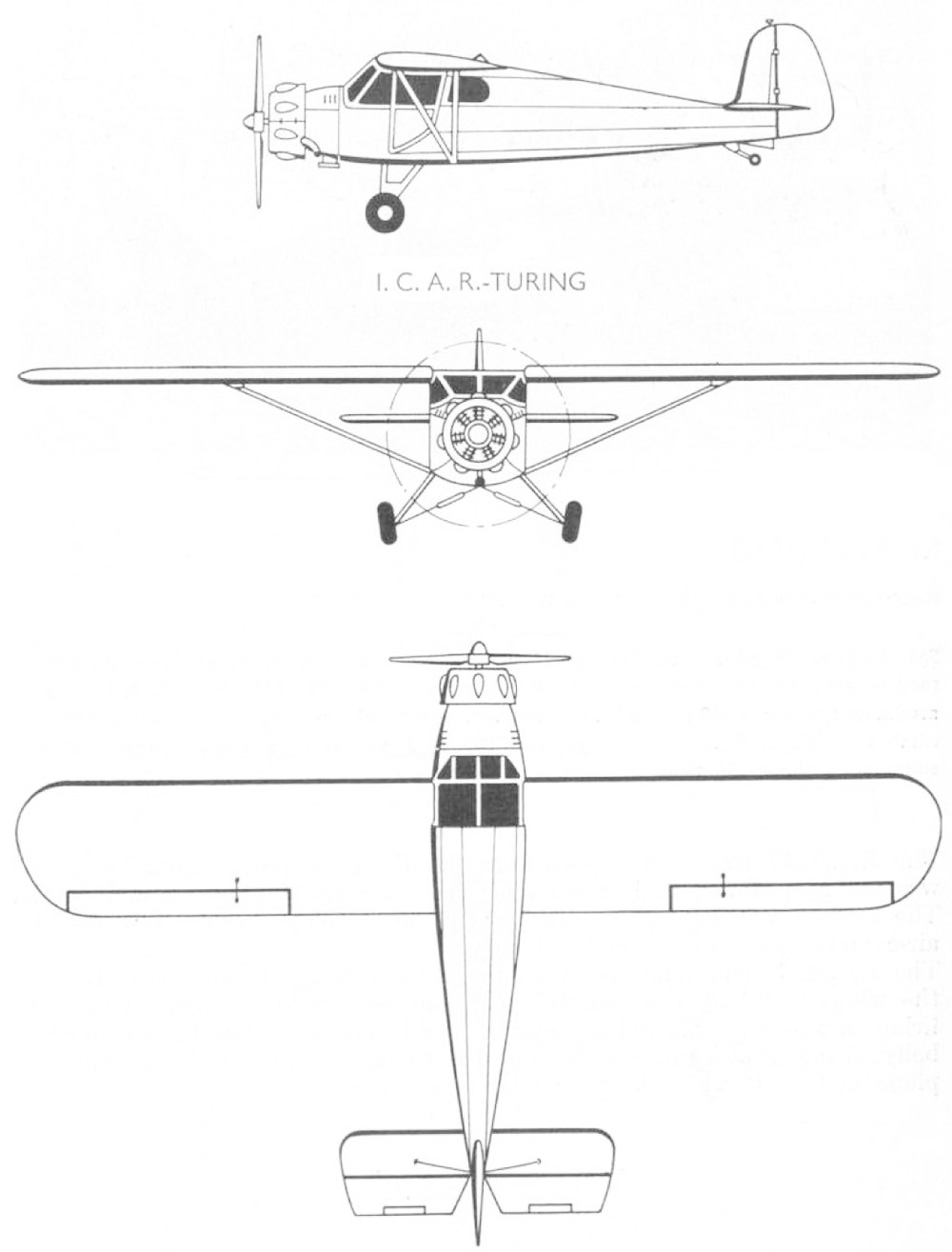
ICAR Turing plan

- Motor: 1 x Pobjoy-Niagara 90CP 66,2 kW

### Performanțe
- Viteză maximă: 182 km/h
- Viteză de croazieră: 150 km/h
- Viteză minimă: 80 km/h
- Rază de acțiune: 800 km
- Plafon de zbor: 3000 m
- Autonomie de zbor:

## Utilizatori
- Regatul României